# Houda-Imane Faraoun
Houda-Imane Faraoun, scritto anche Feraoun, (arabo: هدى إيمان فرعون), (Sidi Bel Abbès, 16 giugno 1979), è una fisica e scienziata dei materiali algerina, dal maggio 2015 al gennaio 2020 ministro  delle Poste e delle Tecnologie dell'Informazione e della Comunicazione.  È stata il ministro più giovane del quarto governo di Abdelmalek Sellal  e una delle personalità più giovani nella storia dell'Algeria indipendente a ricoprire incarichi ministeriali. Sebbene sia stata un'attivista del FLN per molto tempo, si è unita ufficialmente al partito solo nel 2010.
Nel 2021 è stata condannata a tre anni di carcere per sperpero di soldi pubblici in merito a due contratti per la fibra ottica. La sentenza è stata confermata nel febbraio 2022.

## Biografia
Houda Imane Faraoun è nata il 16 giugno 1979 ed è cresciuta a Sidi Bel Abbès, nell'ovest del paese. Ha condotto un'infanzia tranquilla in una famiglia di quattro figli. Dopo aver conseguito il baccalaureato in scienze esatte nel 1995 presso il liceo Si El Haouès di Sidi Bel Abbès, a soli sedici anni, si è iscritta all'Università Djillali Liabes di Sidi Bel Abbès dove ha conseguito un DES in fisica nel 1999. Questo successo l'ha incoraggiata a continuare gli studi nello stesso campo. Nel 2001 conseguito il master, sempre in fisica dello stato solido, con una menzione molto onorevole. Ha proseguito la specializzazione iscrivendosi a un dottorato di ricerca presso la stessa università, per sviluppare lavori teorici sui metodi per la simulazione dei metalli e delle loro leghe.
Ha vinto una borsa di studio della regione Franca Contea, dove ha conseguito il dottorato nel 2005, in scienze ingegneristiche, presso l'Università di Tecnologia di Belfort-Montbéliard.

### Carriera accademica
Dopo i suoi studi in Francia, Houda-Imane Faraoun è entrata a far parte dell'Università di Abou Bekr Belkaid Tlemcen. Ha conseguito l'abilitazione nel 2008 e nel 2013, all'età di 34 anni, è diventata professore universitario. Poi è stata nominata direttrice dell'Agenzia tematica per la ricerca in scienza e tecnologia (ATRST), supervisionando i dottorandi e partecipando ai lavori dei membri della giuria di tesi. Ha presieduto la Commissione intersettoriale per la promozione, la programmazione e la valutazione della ricerca scientifica e tecnica "Scienze di base" ed è membro del Comitato settoriale permanente MESRS. Ha inoltre presieduto il Consiglio di amministrazione del Centro di Ricerca in Analisi Fisico-Chimica (CRAPC) e la Commissione per gli Appalti Pubblici del Centro di Ricerca in Economia Applicata allo Sviluppo (CREAD), mentre faceva parte del Consiglio di amministrazione dell'Agenzia Nazionale per la Valorizzazione dei risultati della ricerca e dello sviluppo tecnologico (ANVREDET).

### Carriera politica
Il 14 maggio 2015 è stata nominata ministro delle Poste e delle tecnologie dell'informazione e della comunicazione. Entrò nel quarto governo di Abdelmalek Sellal al posto di Zohra Derdouri.
Nel 2015, Houda-Imane Feraoun si è classificata al 9° posto nella classifica delle donne arabe più potenti membri del governo, secondo la rivista Forbes (edizione del Medio Oriente).
Il 3 gennaio 2020 non è stata riconfermata nel primo governo di Djerad dopo che già da anno era stata presenta una denuncia contro di lei per corruzione.

#### Processo e condanna
Il 6 gennaio 2020, tre giorni dopo non essere più al governo, Houda-Imane Feraoun è stata ascoltata dalla gendarmeria e il 28 giugno 2020 dal consulente inquirente della Corte Suprema nell'ambito dell'indagine sulla corruzione che coinvolgeva la famiglia Kouninef.
È stata posta in custodia cautelare l'8 dicembre 2020 
e condannata in primo grado a tre anni di reclusione il 18 ottobre 2021.
Il 9 febbraio 2022 il Tribunale di Algeri ha confermato la condanna di primo grado a tre anni di carcere nei suoi confronti, insieme a una multa di un milione di dinari per il suo coinvolgimento in un caso di corruzione.  Nel dicembre 2022 è stata condannata a quattro anni di carcere pe, tra l'altro, "sperpero di fondi pubblici, abuso d'ufficio e concessione di privilegi indebiti nella conclusione di contratti pubblici".

## Pubblicazioni
Houda-Imane Faraoun è autrice di più di quaranta pubblicazioni scientifiche e ha presentato diversi lavori a livello nazionale ed estero. Membro del Comitato di Formazione Dottorale "Fisica della Materia Condensata", è anche responsabile della specialità e capo del gruppo di ricerca "Metalli e Leghe" annesso all'Università Abou-Bakr-Belkaid.
Eccone alcune:
- H.-I. Faraoun, Modélisation des propriétés thermomécaniques des matériaux abradables: Simulation et prédiction de revêtements réalisés par projection thermique, Editions universitaires européennes, 2010
- H.-I. Faraoun, Les énergies renouvelables: Ce que les médias ne disent pas, Le Soir d'Algérie, 13 maggio 2015
- H.-I. Faraoun, L'importance de la lumière et des technologies basées sur la lumière, Université des Sciences et de la Technologie Houari Boumédiène (USTHB)